# Pere Màrtir Anglès
Pere Màrtir Anglès (Tarragona, Tarragonès, 1681 - Barcelona, Barcelonès, 1754) va ser un religiós, gramàtic, semitista, historiador i bibliotecari català.
Va ser un frare dominic, bibliotecari del Convent de Santa Caterina (Barcelona) de Barcelona. A partir de 1739, i fins a 1952, va produir una sèrie d'obres de filologia semítica, fonamentalment enciclopediques que tracten de fer la síntesi i aconseguir la sistematització dels coneixements que en el seu dia es posseïen sobre el particular. La primera d'aquestes obres va ser Migdal Babel. Turris Babel, in qua Linguarum Orientalium traduntur rudimenta (1739). També va publicar Prontuario ortologi-gráfico trilingüe (1742) per a l'ensenyament de l'ortografia i de la pronúncia del llatí, castellà i català. Hi sosté la independència del català respecte de l'occità i el caràcter neollatí del català. L'ortografia catalana d'Anglès, influïda pel castellà, és el primer intent important en aquesta matèria i tingué força ressò entre els gramàtics coetanis i immediatament posteriors. Publicà també una biografia de fra Tomàs Vidal i Nin (1744), traduïda de l'italià al castellà. Es conserven manuscrites obres seves de filologia semítica i de matemàtica i física, com també un important Vocabulari llatí-català, alhora que continuà el Lumen domus, els annals del convent, en català. El seu compromís cultural el va portar a estudiar i conèixer les llengües antigues i al desig de comunicar-les, component epítomes d'àrab, siríac i arameu, però prescindint, en canvi, d'ocupar-se de l'hebreu i del grec.
El CRAI Biblioteca de Fons Antic de la Universitat de Barcelona conserva diverses obres que van formar part de la biblioteca personal d'Anglès, així com un exemple de les marques de propietat que van identificar els seus llibres al llarg de la seva vida.